# Formation territoriale de la Belgique

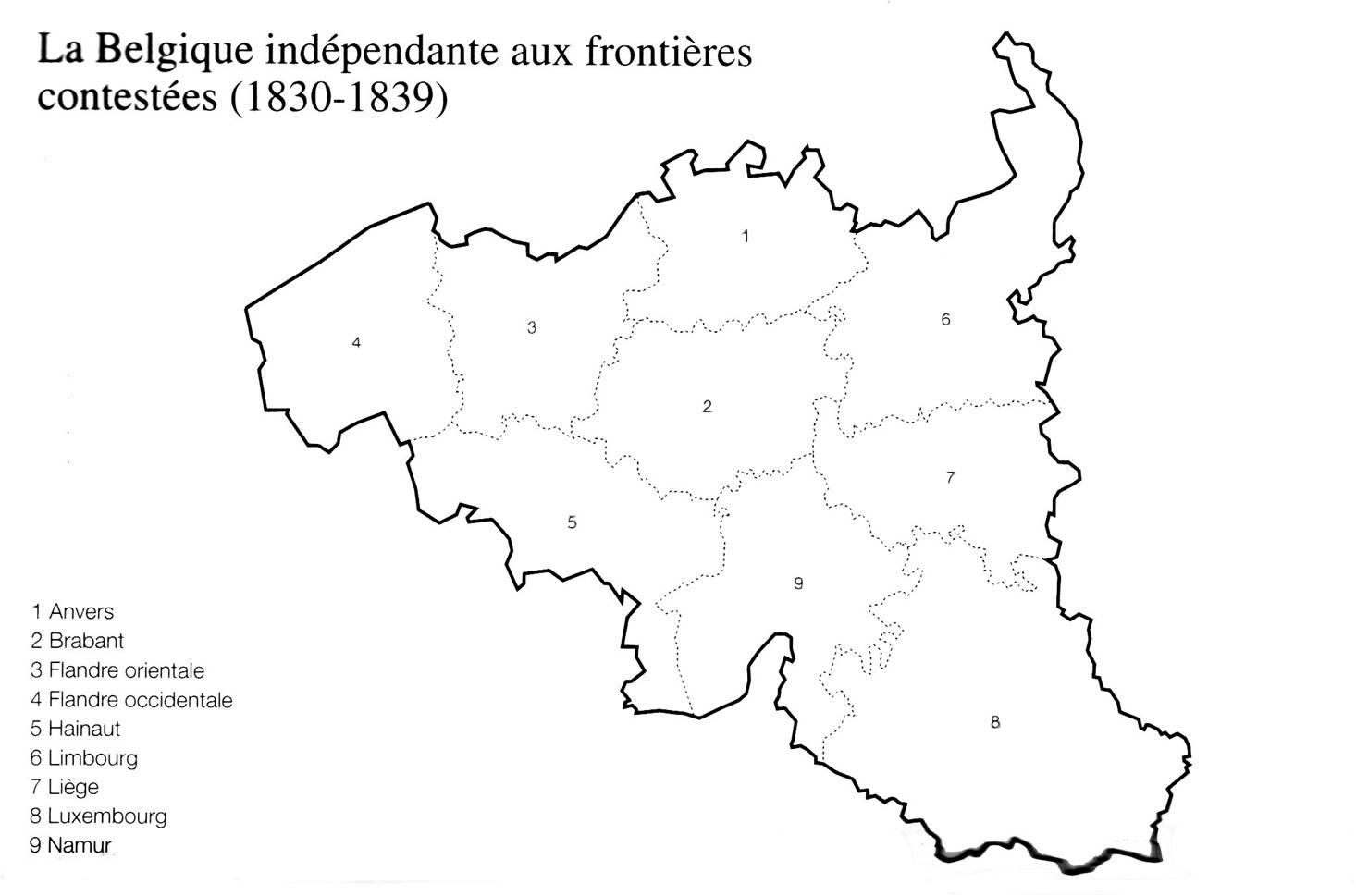
Au lendemain de la révolution belge de 1830, les frontières initiales du Royaume, incluaient le grand-duché de Luxembourg et l'actuel Limbourg néerlandais, qui était unifiées jusqu'au traité des XXIV articles, signé le 19 avril 1839.

Cet article traite de ces différentes évolutions territoriales de la Belgique et de leurs racines.
Le royaume de Belgique fut proclamé indépendant du royaume uni des Pays-Bas le 4 octobre 1830 à la suite de la révolution belge. Ses frontières initiales furent toutefois modifiées à plusieurs reprises au cours de son histoire et son territoire officiel fut notamment agrandi par la colonie du Congo belge, jusqu'à son indépendance le 30 juin 1960. 

## Contexte et situation

Situation de la Belgique en Europe.

La situation géographique de la Belgique dans l’Europe occidentale est particulière. Elle est entourée par quatre États, dont deux importants, l’Allemagne et la France, sans compter le Royaume-Uni, séparé de la Belgique par la mer du Nord. Cette situation privilégiée du point de vue économique, l’est moins si on considère les vicissitudes que cette position a provoquées durant l’histoire. Les frontières actuelles du pays sont fixées depuis le traité des XXIV articles du 19 avril 1839, soit presque neuf ans après la révolution belge. Mais, si l’on étudie l’histoire de la Belgique depuis son indépendance, on remarque qu’elles ont varié ou auraient pu varier à plusieurs reprises et pendant des durées fort variables. Dans ce deuxième cas, le mot « variation » aurait d’ailleurs plutôt dû être remplacé par « disparition ».

## Origine du tracé des frontières de la Belgique

### Période espagnole
Le tracé des frontières du territoire qu'occupe actuellement la Belgique a lentement émergé au cours de l'histoire. On peut remonter à 1609, quand l'Espagne conclut une trêve de douze ans avec les Provinces-Unies, reconnaissant donc leur indépendance de facto. Ce sont les territoires compris entre les Provinces-Unies et la France qui deviendront finalement la Belgique. À l'époque cette zone n'est pas unifiée politiquement : l'essentiel des terres constitue certes les Pays-Bas espagnols, mais la principauté de Liège et deux entités mineures, la principauté de Stavelot-Malmedy et le duché de Bouillon, échappent à la domination espagnole. Les liens qui unissent les différents États des Pays-Bas méridionaux sont d'ailleurs très lâches.
Ce territoire va alors être régulièrement diminué au profit de ses voisins :
- En 1648, par le traité de Westphalie, la Flandre zélandaise, le Brabant-Septentrional (qui deviendra le Brabant des États) et Maastricht sont cédés par l'Espagne aux Provinces-Unies, dont elle reconnaît par ailleurs l'indépendance.

- En 1659, le traité des Pyrénées donne l'Artois (Arras, Hesdin, Saint-Pol-sur-Ternoise), une partie du Hainaut (Avesnes-sur-Helpe, Landrecies, Le Quesnoy), Gravelines, Thérouanne, une partie du duché de Luxembourg (notamment Thionville et Montmédy) et quelques enclaves (Philippeville, Mariembourg) à la France et Dunkerque à l'Angleterre.

- En 1668, le traité d'Aix-la-Chapelle donne à la France de nombreux territoires en Flandre (Bergues, Furnes, Courtrai, Tielt, Menin, Lille, Tournai) et en Hainaut (Ath, enclave de Binche), ainsi que l'enclave de Charleroi.

- Au traité de Nimègue, la France et l'Espagne pratiqueront un échange de territoires : l'Espagne récupérera Binche, Charleroi, Ath, Tielt et Courtrai, alors que la France, à la suite de la bataille de la Peene à Noordpeene, annexera le reste de la Flandre maritime (Saint-Omer, Cassel, Hazebrouck, Bailleul, Ypres, Roulers), le Cambraisis (Cambrai, Le Cateau-Cambrésis) et des terres en Hainaut (Valenciennes, Maubeuge).

- Aux traités de Ryswick (1697) et de Lille (1699), la France recevra encore la partie du Tournaisis qu'elle ne possédait pas encore (la rive droite de l'Escaut) et l'enclave de Givet.

- Au traité d'Utrecht (1713), les Pays-Bas, qui passent aux mains des Autrichiens, doivent céder la partie de la Gueldre qu'elle détenait aux Provinces-Unies (Venlo) et à la Prusse. Par ailleurs, elle récupère des terres en Flandre (Furnes, Roulers, Ypres, Menin) et le Tournaisis. Après la conclusion de ce traité, les Autrichiens, les Français et la principauté de Liège pratiqueront diverses modifications de frontières, dont l'effet principal fut de désenclaver le territoire français de Givet.

La convention du 16 mai 1769 met fin à divers prétentions territoriales de la France, et fait disparaitre des enclaves françaises dans les actuelles provinces de Flandre-Occidentale, de Hainaut et de Luxembourg.

### Période française
En 1794, au lendemain de la Révolution française, la France envahit les Pays-Bas autrichiens et le Pays de Liège. Le décret du 14 fructidor an III (31 août 1795) par lequel la Convention nationale française adopte une nouvelle division de l'ensemble territorial formé par les ci-devant Pays-Bas autrichiens, les anciennes principautés de Liège et de Stavelot-Malmédy ainsi que le ci-devant duché de Bouillon en neuf départements français. Le décret du 9 vendémiaire an IV (1er octobre 1795) établit unilatéralement la réunion de cet ensemble territorial à la France. Le traité de Campoformio, en octobre 1797, règlera cette situation en droit.

### Période néerlandaise
Après la défaite de Napoléon lors de la bataille de Waterloo le 18 juin 1815, le Premier Empire français cesse d'exister et un nouvel État est créé par le Congrès de Vienne la même année : le royaume uni des Pays-Bas. Celui-ci reprend alors les départements réunis à la France (sauf le département des Forêts) et les anciennes Provinces-Unies (la « Hollande »). Le département des Forêts, pour sa part, amputé de ses territoires situés à l'Est des rivières Moselle, Sûre et Our (Bitburg, Neuerburg, Nittel...), mais augmenté à l'Ouest de quelques lambeaux de territoires anciennement luxembourgeois, sera érigé en État membre de la Confédération germanique (1815-1866) sous la forme d'un grand-duché, le grand-duché de Luxembourg, et confié en toute propriété au roi grand-duc Guillaume Ier des Pays-Bas, d'où un régime d'union personnelle entre les deux États. La Prusse, elle, réussira à obtenir - par le biais de la Confédération germanique - le droit de garnison dans la forteresse - désormais fédérale - de Luxembourg, droit qu'elle exercera dans les faits jusqu'en 1867.
Par rapport aux frontières de l'Ancien Régime, on peut remarquer que le territoire « belge » a été diminué à l'Est au profit de la Prusse : Eupen, Malmedy, Schleiden... Par ailleurs, une enclave française (Barbançon) a été récupérée. Enfin, la province de Limbourg rassemble des territoires qui faisaient auparavant partie des Pays-Bas autrichiens et de la principauté de Liège, mais aussi du duché de Juliers, de la Prusse et des Provinces-Unies (notamment Maastricht et une partie des territoires perdus en 1713).

## Évolution du territoire

### Frontières initiales
À la suite de la révolution belge de 1830, les huit provinces méridionales du Royaume uni des Pays-Bas proclament leur indépendance sous le nom de « Belgique ». Il s'agit des provinces d'Anvers, de Brabant, de Flandre-Occidentale, de Flandre-Orientale, de Hainaut, de Liège, de Limbourg et de Namur. 

### Annexion du Grand-duché de Luxembourg
La révolution belge, qui avait commencé lors de l'insurrection d'août 1830 à Bruxelles, se propage rapidement dans le grand-duché de Luxembourg, territoire qui était, à l'époque, une possession personnelle de Guillaume Ier d'Orange-Nassau et formait une union personnelle avec le Royaume uni des Pays-Bas, Guillaume étant à la fois roi des Pays-Bas et grand-duc de Luxembourg. Les luxembourgeois se rallient massivement aux insurgés belges et à la guerre belgo-néerlandaise. A ce titre, le 16 octobre 1830, soit douze jours après l'indépendance, le gouvernement provisoire de Belgique annexe le Grand-duché et en fait la neuvième province du royaume : la province de Luxembourg. 
Toutefois, le contrôle n'est pas total : un réduit territorial demeure sous administration du gouverneur du Luxembourg dans un rayon de quatre lieues autour de la puissante forteresse de Luxembourg, où résidait une garnison de l'armée prussienne, eu égard à l'appartenance du Grand-duché à la confédération germanique. Ce rayon sera réduit à deux lieues par la convention militaire belgo-luxembourgeoise de 1831 mais inclura toujours la ville de Luxembourg, capitale de l'état, qui ne sera jamais sous contrôle belge. Cela impliquera notamment le transfert du chef-lieu de la province à Arlon.
Si la scission de la Belgique et des Pays-Bas est reconnue internationalement par la conférence de Londres, il n'en est pas de même pour l'annexion du Luxembourg, dont les puissances précisent qu’elle devra faire l'objet de négociations distinctes avec la confédération germanique et le grand-duc Guillaume. Le traité des XVIII articles du 26 juin 1831 ouvre la possibilité d'un rachat du Luxembourg par la Belgique mais il restera caduque avec la reprise de la guerre lors de la campagne des Dix-Jours.

### Perte territoriale de 1839

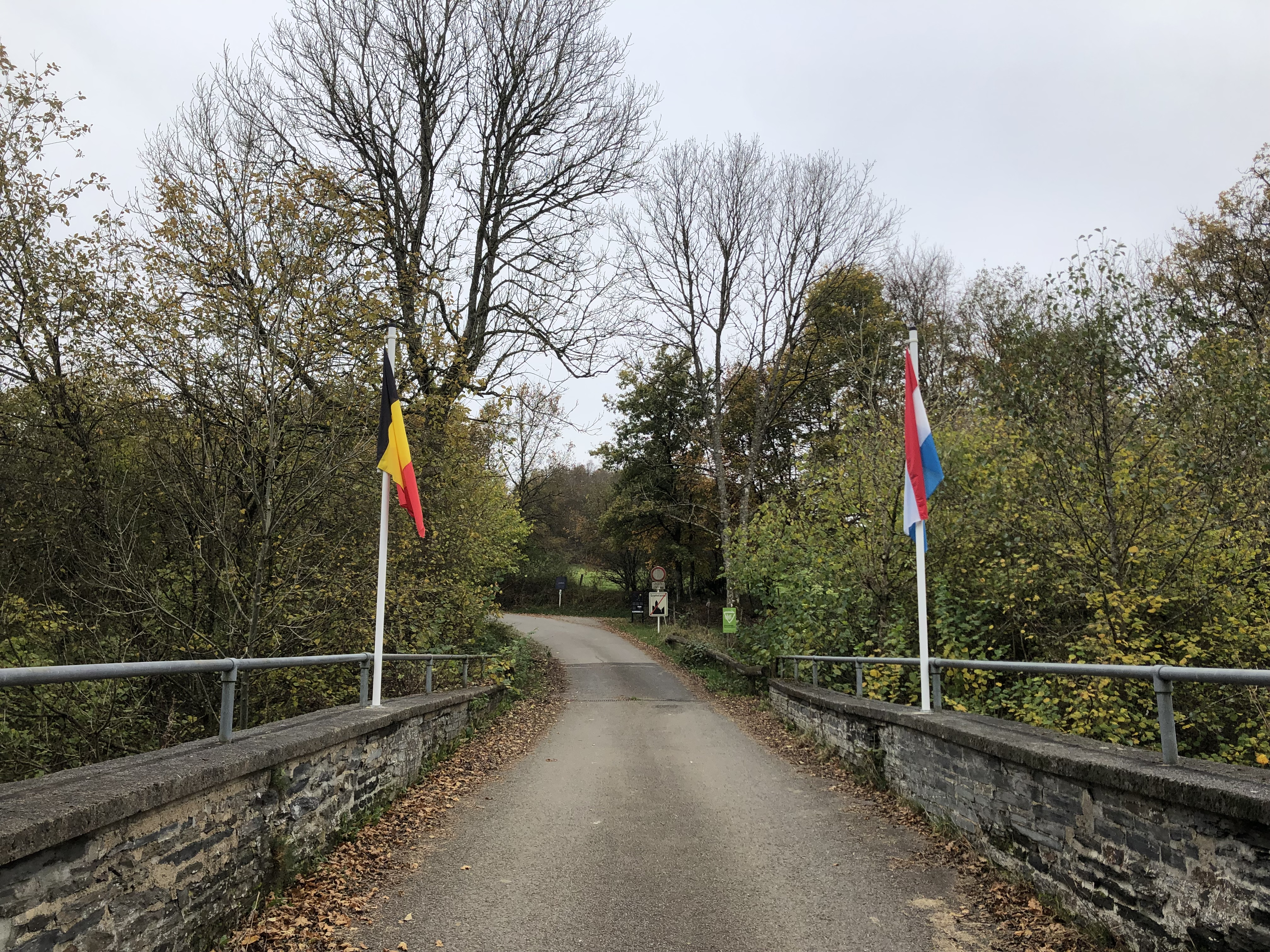
La frontière entre la Belgique et le Luxembourg date de la scission du Luxembourg par le traité des XXIV articles du 19 avril 1839 (ici le pont de la Sûre à Grumelange).

Malgré la victoire, la décrédibilisation de la Belgique lors de la campagne des Dix-Jours mène à la signature d'un nouveau traité par la conférence de Londres : le traité des XXVII articles du 15 novembre 1831, qui entérine la première perte de territoire belge dans deux régions : 
- Le grand-duché de Luxembourg est scindé en deux sur base de critères linguistiques : le « quartier wallon » demeure belge et devient la province de Luxembourg actuelle, tandis que la partie de langues germaniques est cédée à Guillaume Ier et repasse sous le giron de la maison d'Orange-Nassau, en union personnelle avec les Pays-Bas suivant les contours des actuelles frontières du Luxembourg. Une exception notable se trouve avec le Pays d'Arlon, région de patois luxembourgeois (l'Areler), mais laissée sous contrôle belge de par l'insistance du ministre français Talleyrand, qui ne voulait pas que la route menant de Metz à Liège (empruntant une partie du tronçon de la nationale 4) ne soit sous contrôle de la confédération germanique, dont le Grand-duché était alors un état-membre.
- Le Limbourg est également scindé le long de la Meuse : la partie occidentale devient le Limbourg belge et la partie orientale redevenant le duché de Limbourg, rendu à la confédération germanique en contrepartie de la perte du « Luxembourg occidental ».

Toutefois, Guillaume Ier s'oppose à la signature de ce traité et à l'idée du morcellement du Royaume uni des Pays-Bas, espérant toujours reconquérir les Pays-Bas méridionaux. Il faut attendre le 19 avril 1839 et la signature du traité des XXIV articles pour que les modifications territoriales soient définitivement entérinées, et le Traité de Maastricht du 8 août 1843 pour définir avec exactitude la frontière entre la Belgique et les Pays-Bas, ainsi qu'installer les bornes sur la frontière entre la Belgique et le Luxembourg.

### Acquisition du Congo
Le 15 novembre 1908, le roi Léopold II, cède à l'état belge l’État indépendant du Congo, qu'il possédait alors à titre privé. Le Congo belge forme alors la plus grande partie de l'empire colonial belge.

### Gains de 1919
La Première Guerre mondiale et l'occupation allemande font des ravages dans le royaume, qui est dévasté. La Belgique exige alors des compensations à l'Allemagne, ce qu'elle obtient lors de la signature du Traité de Versailles le 28 juin 1919 :
- Les trois cantons de l'Est (Eupen, Malmédy et Saint-Vith) passent de l'Empire allemand à la Belgique et sont rattachés à la province de Liège.
- La ligne de chemin de fer du Vennbahn, située partiellement en Allemagne et créant cinq enclaves allemandes en Belgique.
- Le Ruanda-Urundi passe de l'Afrique orientale allemande à l'empire colonial belge et devient la septième province du Congo belge.

## Menaces des frontières belges

### Les menaces néerlandaises

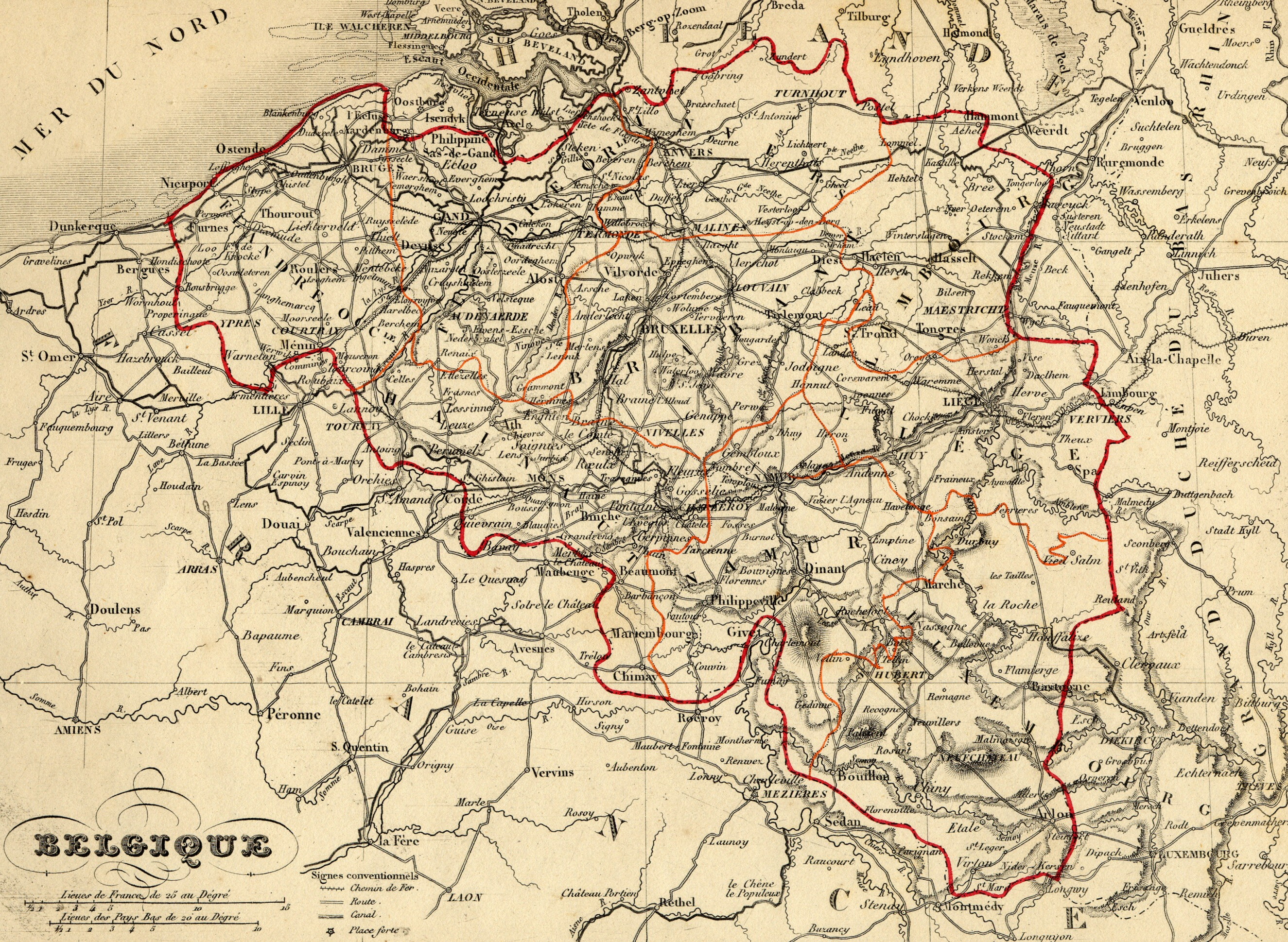
Carte de la Belgique en 1843 avec les frontières d'alors : Maastricht et le Limbourg oriental font partie des Pays-Bas et les cantons de l'Est de la Confédération germanique.

Lors de l’indépendance du pays, le 4 octobre 1830, les frontières de la Belgique n'étaient pas celles que l’on connaît actuellement. À la suite de la révolution belge, les frontières furent fixées de telle sorte qu'elles englobaient le Limbourg oriental, mais qu'elles laissaient en-dehors tout le grand-duché de Luxembourg. Un traité international, le traité des XVIII articles, entérina cet état de fait le 26 juin 1831. Cependant, en août 1831, peu après la prestation de serment du roi Léopold Ier, les Néerlandais attaquèrent la Belgique lors de la campagne des Dix-Jours dans le but évident de reprendre le sud de leur royaume, le roi Guillaume n’ayant pas accepté l’indépendance belge. La petite armée belge, encore complètement désorganisée, ne put faire face et le roi Léopold Ier dut faire appel à l’aide de la France. L'intervention des troupes françaises sous les ordres du maréchal Gérard sauva l’indépendance de la Belgique. Toutefois, le fort d'Anvers ne fut repris des mains des Néerlandais qu'en 1832, à la suite d'une nouvelle intervention du maréchal Gérard. Un nouveau traité international, le traité des XXIV articles, fut conclu le 19 avril 1839. Tenant compte des événements, il était moins favorable à la Belgique que le traité des XVIII articles : en effet, il privait la Belgique de l'est de la province de Limbourg et, aussi, de l'est du grand-duché de Luxembourg constitué en 1815. Notons, cependant, que ces deux territoires restèrent administrés par la Belgique jusqu’à l’acceptation du traité par le roi Guillaume en 1838 et la signature, à Londres en 1839, d'un traité international définitif.

### Les menaces françaises

Plan de partage de la Belgique de 1830 propsoé par les Français à la conférence de Londres à la suite de la Révolution belge et de la déclaration d'indépendance de la Belgique du 4 octobre 1830.

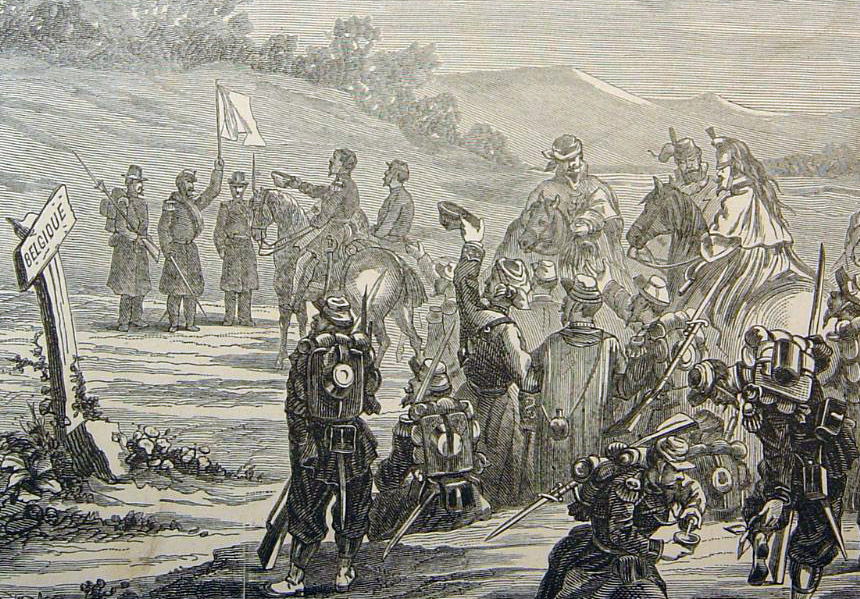
Gravure représentant les troupes françaises du Second Empire à la frontière belge lors de la guerre franco-prussienne de 1870.

#### Avant la création de la Belgique
Depuis le Moyen Âge existe, des deux côtés de la frontières, un mouvement de « rattachisme » à la France. Celle-ci tenta à plusieurs reprises d'annexer les territoires qui forment la Belgique actuelle, notamment ceux de langues romanes où l'on parle aujourd'hui le français de Belgique. 
On peut citer une première tentative d'annexion des Pays-Bas espagnols de la part du roi de France, Louis XIV, lors de la guerre des Réunions (1683-1684). Un siècle plus tard, Louis XV essaya une nouvelle fois de s'emparer de ce qui étaient alors devenus les Pays-Bas autrichiens lors de la guerre de Succession d'Autriche, mais rendit les territoires « belges » à la maison de Habsbourg lors du Traité d'Aix-la-Chapelle de 1748.
La Révolution française de 1789 va engendrer les guerres de la Révolution et, avec elles, une première annexion française des États de Belgique dès 1792 qui durera jusqu'à la reconquête de leurs territoires par l'armée autrichienne du Saint-Empire romain germanique en 1793. L'année suivante, la seconde annexion française des États de Belgique sera plus fructueuse et mènera au rattachement à la Première République ainsi qu'à la création de départements français dits « réunis à la France ». 
En 1815, près la fin du Premier Empire de Napoléon Bonaparte le Royaume uni des Pays-Bas est créé comme état « tampon » entre le nouveau Royaume de France et la Prusse par le congrès de Vienne, réunissant les puissances européennes victrieuses et souhaitant disposer d'un rempart contre les éventuelles nouvelles ambitions expansionnistes françaises.

#### Depuis la création de la Belgique
Après la Révolution belge et la déclaration d'indépendance de la Belgique du 4 octobre 1830, les Français proposèrent un plan de partition de la Belgique qui aurait vu les territoires « francophones » situés à l'ouest de la Meuse revenir à la France. Ce plan fut refusé par la conférence de Londres qui reconnut l'indépendance et la neutralité de la Belgique dans son protocole n° 11 du 20 janvier 1831, signé par le ministre plénipotentiaire français Talleyrand. La même année, la France intervient dans la guerre belgo-néerlandaise en envoyant une armée expéditionnaire sur le sol belge dans le but de repousser les forces armées néerlandaises lors de la Campagne des Dix-Jours. Après avoir remporté la victoire, les forces françaises se retirent puis reviennent l'année suivante lors du siège de la citadelle d'Anvers afin de déloger les dernières forces du roi des Pays-Bas, Guillaume Ier.
Les Français intervinrent encore dans la scission du Grand-duché de Luxembourg de 1839, lors de laquelle fut créée la neuvième province belge : la province de Luxembourg. Talleyrand insista pour que la route reliant Longwy (France) à Liège (aujourd'hui tronçon des routes nationales N883, N81 et N4) demeure entièrement en territoire belge après avoir quitté la France, et, ce afin de la soustraire à l'influence de la confédération germanique, dont le Grand-duché de Luxembourg était un état-membre. C'est ainsi que le Pays d'Arlon fut rattaché à la Belgique et non au Luxembourg, bien que seul le « quartier wallon », de langues romanes, aurait dû être conservé par les Belges.
En 1848, de nombreuses révolutions éclatèrent en Europe et la Belgique fut l’un des rares pays épargnés. Cependant, un groupe de 1 100 ouvriers belges immigrés à Paris, soutenus par quelques élèves de l'École polytechnique, voulut exporter la révolution en Belgique. Ils essayèrent de passer le poste frontière de Risquons-Tout au cri de « vive la république belge », mais furent facilement repoussés par l'armée belge. Parmi ces républicains, dix-sept furent condamnés à mort et guillotinés à Anvers.[réf. nécessaire]
En 1852, Napoléon III déclara le Second Empire en France. Celui-ci avait des vues expansionnistes comme son illustre oncle, Napoléon Bonaparte. Pendant toute la durée de l’empire (1852-1870), des menaces d'annexion pesèrent sur la Belgique. En 1866, Napoléon III fit réaliser un projet de traité entre la Prusse et la France prévoyant l’annexion de la Belgique par la France en compensation de sa non intervention lors de la guerre austro-prussienne. Cette guerre fut remportée par la Prusse à la bataille de Sadowa le 3 juillet 1866 et eut pour conséquence la dissolution de la Confédération germanique qui possédait autrefois la partie orientale du grand-duché de Luxembourg, scindé en deux par le traité des XXIV articles du 19 avril 1839 et dont la partie occidentale était revenue à la Belgique sous la forme de la province de Luxembourg. En conséquence, la France demanda alors des « compensations » sur la rive gauche du Rhin et l’annexion du Luxembourg (crise luxembourgeoise en 1867). Ce traité resta à l’état de projet, mais Otto von Bismarck, ministre-président de Prusse et futur pilier de la unification allemande le garda précieusement pour le ressortir au bon moment. Au début de la guerre franco-prussienne de 1870, celui-ci divulgua le projet à la presse internationale, ce qui fit très mauvaise impression, surtout envers la Grande-Bretagne, garante de l'indépendance belge. Pendant le début de la guerre de 1870, les hostilités se rapprochèrent fortement des frontières belges. L’armée belge fut mobilisée et le roi Léopold II en prit le commandement. Le point culminant eut lieu début septembre, lors de la bataille de Sedan, ville située à une quinzaine de kilomètres de la Belgique. Les troupes françaises en déroute faillirent passer sur le territoire belge, poursuivies par l’armée allemande. L’armée d’observation belge postée le long de la frontière sud du pays les en dissuada ainsi que le statut de neutralité du pays.

### Les menaces allemandes

#### La première guerre mondiale

Les cantons de l'Est furent octroyés à la Belgique en guise de compensation pour les dommages subis lors de la Première Guerre mondiale. Ils forment aujourd’hui la Communauté germanophone de Belgique.

Lors du Congrès de Vienne de 1815 ayant comme but la réorganisation territoriale de l’Europe après la dislocation du Premier Empire français à la suite de la défaite de Napoléon lors de la bataille de Waterloo le 18 juin 1815, les territoires d’Eupen, Malmédy et Saint-Vith (qui constituent aujourd’hui une partie de la région de langue allemande de Belgique) furent rattachés à la nouvelle partie rhénane de la Prusse. De plus, le petit village de Moresnet, à l’est du pays comme les territoires précédents, fut coupé en trois : une partie revint à la Prusse, une autre à la Belgique et la troisième partie, convoitée par tout le monde à cause des riches mines de zinc se trouvant sur son territoire, fut déclaré territoire neutre en 1816. Après la Première Guerre mondiale et l'occupation allemande, ces territoires appelés les cantons de l'Est furent rattachés à la Belgique en guise de compensation par le traité de Versailles de 1919. A ces gains en Europe s'ajoutent des gains à l'empire colonial belge, où le Ruanda-Urundi, faisant autrefois partie de l'Afrique orientale allemande, est attribué à la Belgique par le même traité de Versailles et devient la septième province du Congo belge .

#### La Seconde Guerre mondiale

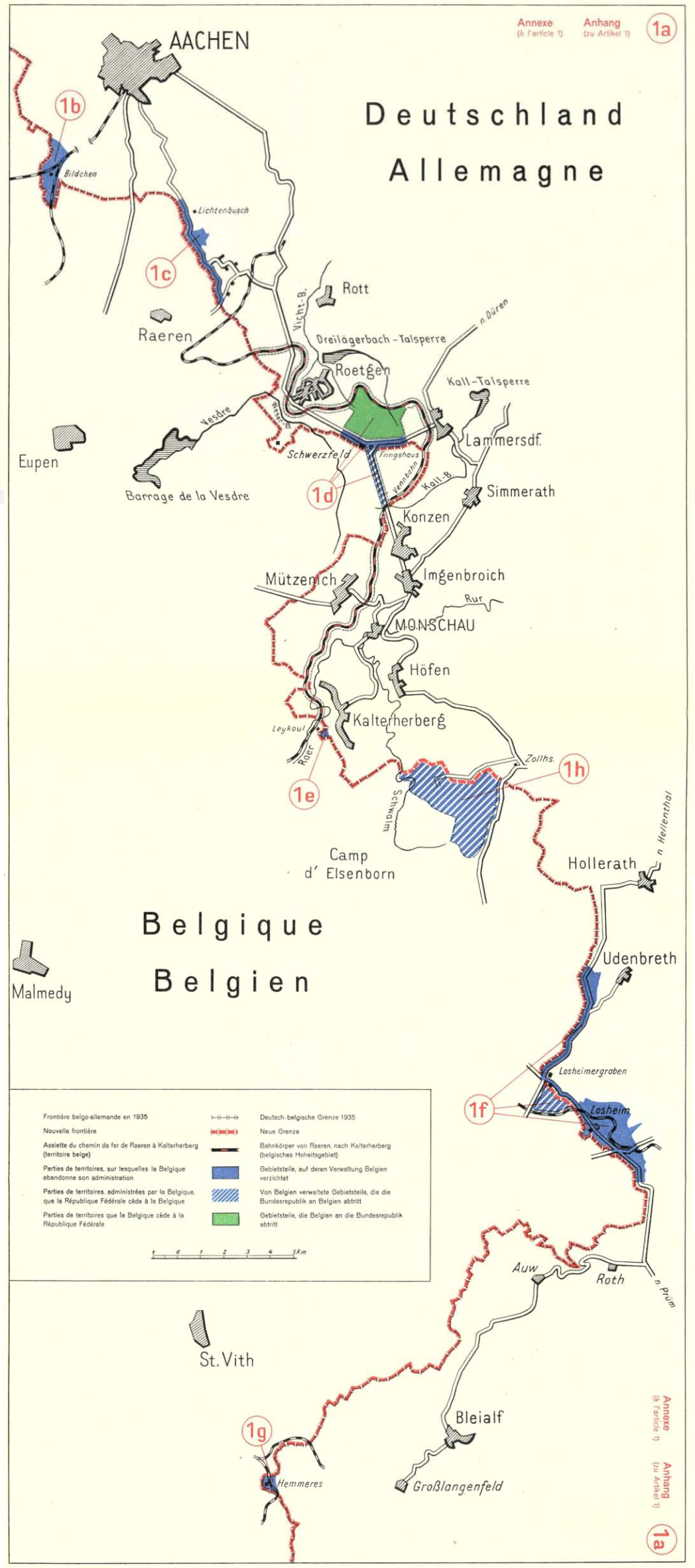
Carte des corrections de la frontière belgo-allemande entre 1949 et 1958.

Durant la Seconde Guerre mondiale, le territoire fut occupé par les Allemands et les cantons de l'Est annexés au Troisième Reich. Hitler incorpora même, à titre provisoire, certaines communes périphériques. Après la défaite nazie et la Libération de la Belgique par les Alliés en 1944, ces différentes communes furent rendues à la Belgique quasiment à l'identique. En effet, des revendications territoriales belges aboutirent à des rectifications frontalières marginales, sans remettre en cause la situation globale ou la possession par la Belgique de la ligne de chemin de fer frontalière du Vennbahn qui avait créé en 1919 des enclaves allemandes en territoire belge.
Actuellement, les deux cantons d’Eupen et de Saint-Vith forment la Communauté germanophone de Belgique, ayant une certaine autonomie dans l’État fédéral belge. Le troisième canton, la Wallonie malmédienne, fait partie de la communauté française de Belgique.

## Expansionnisme belge

### En Europe
Après l'occupation de la Belgique par l'Allemagne, lors de la Première Guerre mondiale, le statut international de neutralité du pays est ruiné.
Le tracé de la frontière orientale de la Belgique et l'enclavement du port d'Anvers par les bouches de l'Escaut ont favorisé l'invasion de la Belgique en 1914. C'est ce qui incite le gouvernement belge à revendiquer l'annexion de quelques territoires allemands, ainsi que le sud des Pays-Bas (Limbourg et Flandre zélandaise) et le Luxembourg qui avait été enlevé à la Belgique en 1839.
Ces revendications de la Belgique sont fondées sur l'attitude équivoque des Pays-Bas envers l'Allemagne pendant la guerre, une attitude confinant à certaines complicités (neutralité impliquant l'emprisonnement de militaires belges, fournitures économiques, asile politique accordé au Kaiser, autorisation accordée, en 1918, aux troupes allemandes d'échapper à l'offensive de l'armée alliée en retraitant à travers le Limbourg hollandais...)
En janvier 1919, une délégation belge, composée des ministres des Affaires étrangères et de la Justice, ainsi que du ministre d'État Jules Van den Heuvel, se rend à Paris aux négociations de paix.
Ces positions annexionnistes sont largement soutenues et relayées par la presse.[réf. nécessaire] Albert Ier intervient également à la conférence ; il réclame des indemnités de guerre et la révision du traité des XXIV articles concernant le statut de l'Escaut, mais ne semble pas avoir réclamé le Limbourg néerlandais et le grand-duché de Luxembourg, ni même Eupen et Malmedy.
Mais la déception arrive vite : les grandes puissances ne sont pas disposées à accueillir favorablement les revendications belges, et la Belgique ne reçoit finalement que les cantons de l'est, le territoire de Moresnet neutre, l'assise de la Vennbahn et une indemnité prioritaire de deux milliards et demi de marks. La signature du traité de Versailles est vécue comme une véritable désillusion. À cela s’ajoute le défaut de paiement allemand des indemnités de guerre, ce qui conduira la Belgique à assister la France lors de l'occupation de la Ruhr.

### Colonies belges

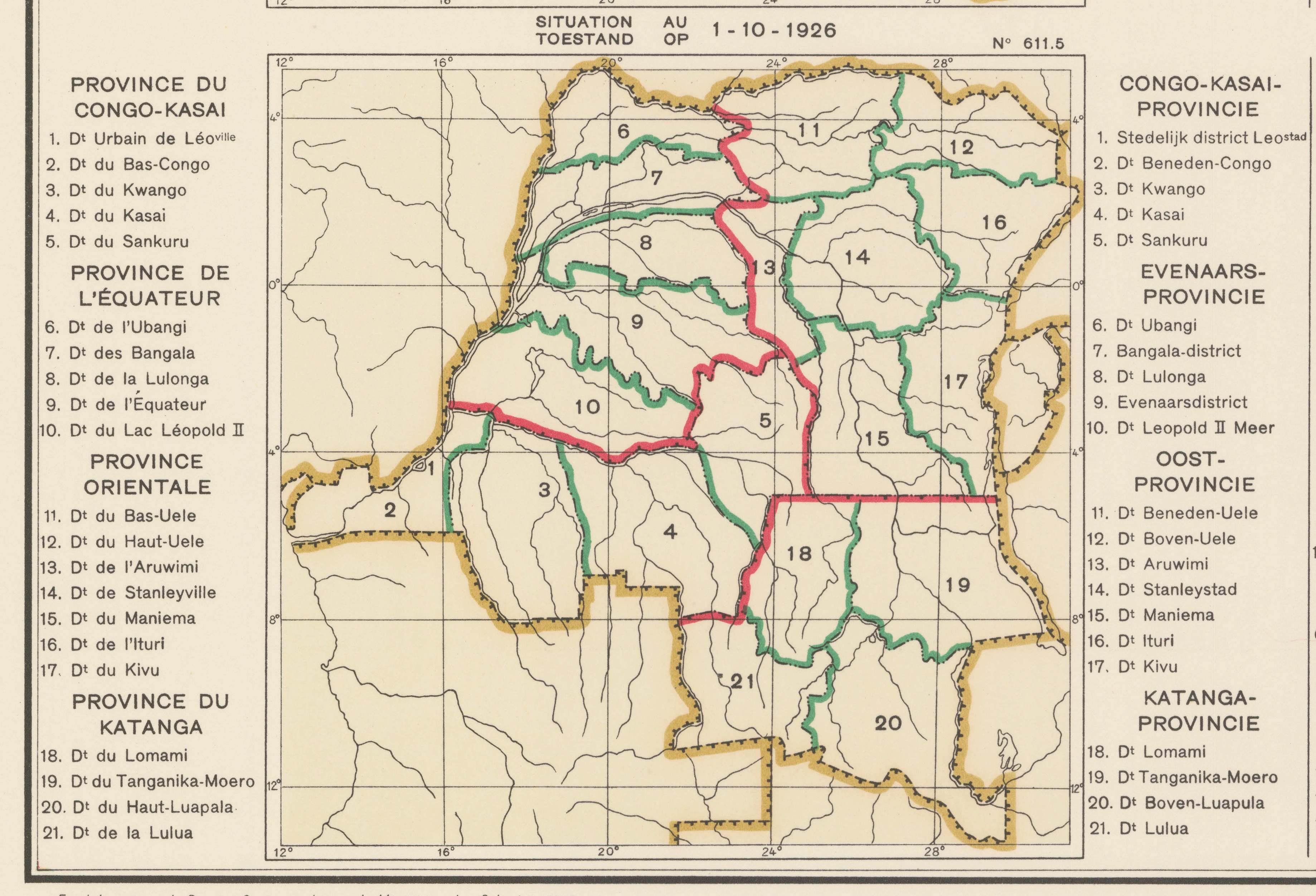
Le Congo belge incluait les états actuels du Burundi, de la république démocratique du Congo et du Rwanda (ici une carte de 1926).

Lorsque l’on étudie le territoire belge, il faut aussi, pour être complet, tenir compte des territoires extra européens qui ont été belges ou sous administration belge. Le XIXe siècle fut marqué par l’impérialisme colonial. La Belgique, comme beaucoup d’autres pays européens, a aussi eu son empire colonial, dont la majeure partie étaient des colonies africaines. Pendant cette période, la superficie du territoire belge fut grandement augmentée lorsque l’on sait que le Congo belge était, à lui seul, 80 fois plus étendu que la métropole. L’ambition du roi Léopold II, et cela déjà avant son accession au trône en 1865, était d’apporter à la Belgique des territoires supplémentaires. Sa grande réalisation fut de devenir souverain personnel d’un immense territoire en Afrique centrale, malgré la concurrence des autres pays européens. En effet, toute l’Afrique, à quelques exceptions près, était sous domination étrangère dès la fin du XIXe siècle. Les explorations en Afrique centrale menées par Henry Morton Stanley pour le compte de Léopold II aboutirent en 1885, lors du congrès de Berlin, à la création de l'État indépendant du Congo (EIA), dont la souveraineté fut attribuée à Léopold II et dont l’administration et l’armée étaient constituées principalement par des Belges, notamment des militaires. En plus, le parlement belge vota des emprunts en faveur de la colonisation. Aussi, en 1906, le parlement belge formula-t-il l'intention d'annexer le Congo. Et, un an avant la mort de Léopold II, l'annexion coloniale fut votée en 1908 sous le nom de Congo belge. Le Congo resta belge jusqu’au 30 juin 1960, date de son accession à l’indépendance dans des circonstances assez difficiles. Outre le Congo, colonie belge, les territoires de l’Urundi et du Rwanda furent placés sous administration de la Belgique après le traité de Versailles en 1919. Ces deux territoires étaient des colonies allemandes avant la Première Guerre mondiale et l’Allemagne perdit toutes celles-ci en 1919. Le Burundi et le Rwanda devinrent indépendants en 1962.

## Rectifications des frontières
Les frontières de la Belgique subirent quelques modifications mineures depuis leur établissement initial. Parmi celles-ci, on répertorie :

### Frontière avec l'Allemagne
- Le 10 mai 1935 : signature à Aix-la-Chapelle d'un traité relatif à un échange de territoire (au mètre carré près) à la frontière belgo-allemande entre les communes de Raeren (Belgique) et de Roetgen (Allemagne)[9].
- Le 22 mars 1949 : signature d'un protocole à Paris qui déplace la frontière entre l'Allemagne et la Belgique en faveur de cette dernière pour y inclure quelques hameaux, lotissements et forêts situés à proximité immédiate de l’ancien tracé frontalier.
- Le 24 septembre 1956 : signature d'un traité à Bruxelles afin de fixer la frontière belgo-allemande de manière définitive et de mettre fin à toute forme de revendication territoriale de part et d’autre. La Belgique renonce alors à sa revendication de voir intégrées dans son territoire les enclaves allemandes formées par le Vennbahn. Elle rend aussi la plupart des acquisitions territoriales obtenues en 1949. En contrepartie, elle acquiert de nouveaux petits territoires et des compensations financières.
- Le 26 mars 1982 : signature d'un traité à Bruxelles portant rectification de la frontière dans la zone des ruisseaux frontières Breitenbach et Schwarzbach[10].

### Frontière avec la France
- Le 26 septembre 1844 : un procès-verbal rectifie la frontière entre Pussemange et Sugny (province de Namur) et la commune de Donchery dans le départements des Ardennes.
- Le 15 mars 1893 : une convention est signée à Paris, modifiant la délimitation de la frontière entre Roisin et Gussignies »[11]
- Le 12 avril 1905, une Convention est signée à Paris concernant la rectification de la frontière franco-belge le long du ruisseau « Ry de France »[12].
- Le 8 novembre 1905 : convention signée à Paris rétablissant la ligne frontière entre les communes belges de L'Escaillère, des Rièzes et les communes françaises de Regniowez et de La Neuville-aux-Tourneurs[13].
- Le 15 mai 1906 : arrangement portant révision de l’abornement du 29 septembre 1823 établissant la frontière entre le département de Meurthe-et-Moselle et la Belgique[14].
- Le 30 décembre 1908 : signature à Bruxelles de la convention concernant la délimitation de la frontière entre Westoutre et Saint-Jans-Cappel[15].

### Frontière avec le Luxembourg
- Le 17 septembre 1920, signature à Weiswampach d'un protocole de délimitation de la frontière entre la Belgique, l’Allemagne et le Grand-Duché

de Luxembourg.
- Le 11 janvier 1922 signature à Bruxelles d'un protocole de délimitation de la frontière entre la Belgique et le Luxembourg.

### Frontière avec les Pays-Bas
- Le 15 mars 1869 : signature d'une convention à Sluis réglant la délimitation du parc naturel du Zwin[16].
- Le 5 janvier 1888 : traité entérinant le procès-verbal descriptif de la limite internationale depuis le fort Saint-Antoine jusqu’au hameau Stuyver, le long du canal Gand-Terneuzen datant du 31 mai 1886[17].
- Le 26 avril 1974 : accord établit à Turnhout concernant les enclaves et exclaves de Baerle-Nassau  de Baerle-Duc, à la frontière entre la Belgique et les Pays-Bas. Il faut cependant attendre en 1995 pour que la dernière enclave belge soit établie.
- Le 23 juin 1999 : une nouvelle modification officielle de la frontière belgo-néerlandaise entre en vigueur autour d'un certain nombre de parcelles situées de part et d'autre du canal Gand-Terneuzen.
- Le 1er janvier 2018 : la frontière avec les Pays-Bas est à novueau rectifiée à la suite de la rectification du cours de la Meuse afin que la frontière corresponde de nouveau au lit effectif du fleuve. La Belgique y perdrait environ 14 hectares dans la ville de Visé, les Pays-Bas devant quant à eux se défaire d'une superficie d'environ 3 hectares dans les communes d'dEijsden-Margraten et de Maastricht[18].

## Les «frontières internes»

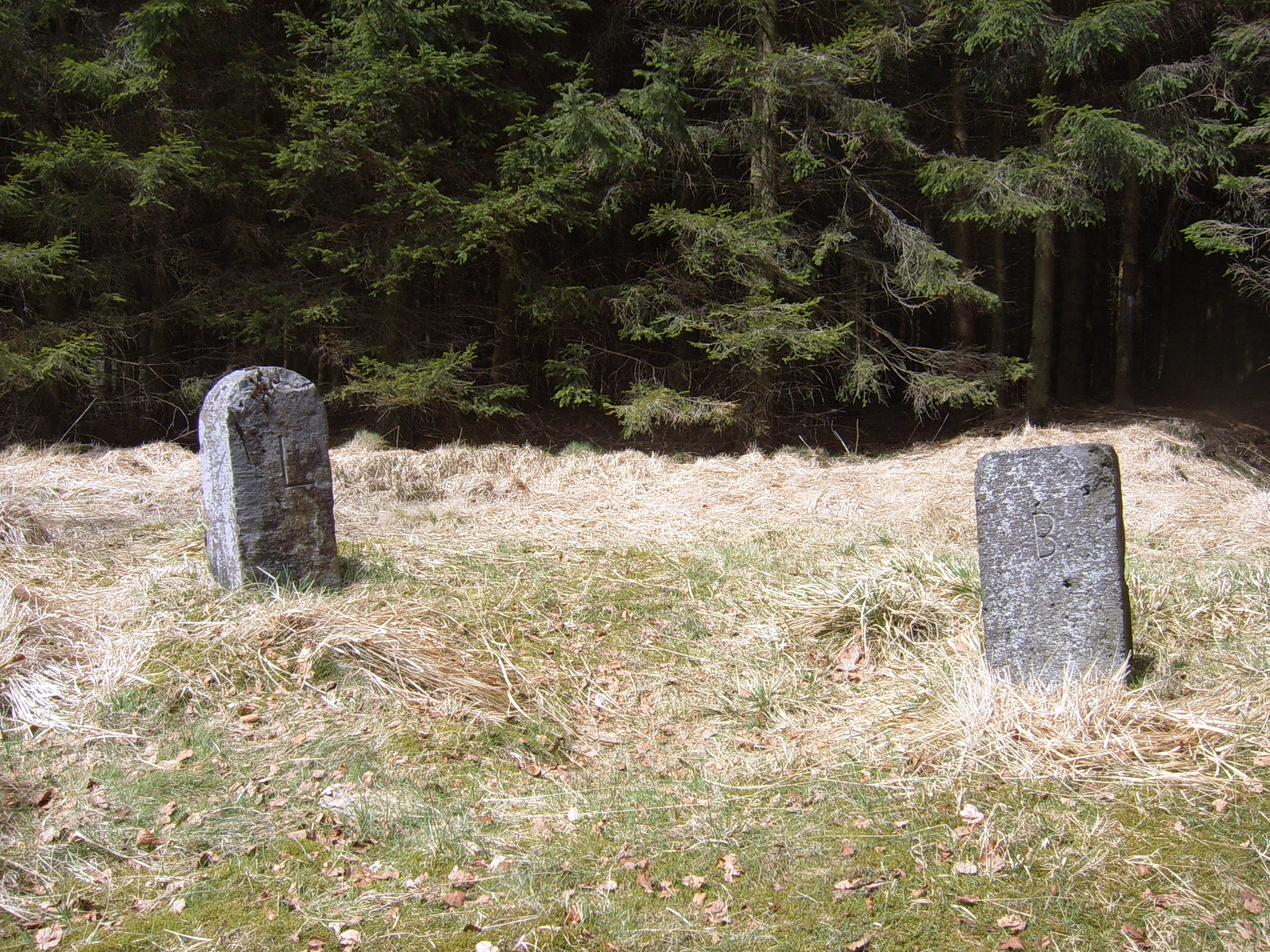
Bornes frontières aux sources de la Schwalm : Juliers-Luxembourg (Ancien Régime) à gauche et Belgique-Prusse à droite, matérialisant la frontière de 1919 à 1956

Depuis la fin de la Seconde Guerre mondiale, la situation territoriale belge n’a pratiquement plus évolué (si ce ne sont la frontière germano-belge, en fonction du traité du 24 septembre 1956, et la frontière avec les Pays-Bas à la suite des rectifications sur la Meuse de 2018 et à la suite des dernières discussions à propos de Baerle-Duc), si l’on excepte la décolonisation au début des années 1960. Maintenant, les craintes ne proviennent plus de l’extérieur mais plutôt de l’intérieur du pays. Le 8 novembre 1962, une frontière linguistique est fixée. Elle sera ensuite traduite dans une révision de la Constitution belge le 24 décembre 1970, lors de la première réforme de l’État avec la modification de l'article 4 de la Constitution qui créé officiellement quatre régions linguistiques : 
- La Région de langue allemande de Belgique
- La Région de langue française de Belgique
- La Région de langue néerlandaise de Belgique
- La Région bilingue de Bruxelles-Capitale (Français / Néerlandais)

Cette frontière linguistique dont le poids politique s'accroît rapidement avec la fédéralisation des institutions est en fait la frontière la plus ancienne de la Belgique. Son origine controversée nous reconduit à la fin de l'époque romaine ou à la période mérovingienne qui lui succède.